# メッセ・アミューズ・モール
メッセ・アミューズ・モールは、千葉県千葉市美浜区の幕張新都心にある複合商業施設である。ユナイテッド・シネマが運営するユナイテッド・シネマ幕張（映画館）などが入居する。

## 概要
2002年（平成14年）6月17日、幕張新都心の海浜幕張駅北口にオープンし、千葉興行関連会社の千葉復興、ユナイテッド・シネマ、KADOKAWAなどが所有、主なテナントとしてGENDA GiGO EntertainmentのGiGO幕張、ユナイテッド・シネマが運営するシネプレックス幕張（現:ユナイテッド・シネマ幕張）などが入居した。ロイヤルリース（不動産業）本社が入居しており、施設のサブリース事業を展開している。
千葉県企業土地管理局では、2021年6月7日に貸付期間が満了し、次期事業予定者の募集を2018年（平成30年）12月19日から開始した。ロイヤルリースは2019年（平成31年）3月27日に県有地を取得し、2027年をめどに大型複合商業施設を整備する方針を明らかにした。2020年4月までにリニューアル工事を行い、2024年までは既存の施設の外観や内装を一部改装したうえで映画館や飲食店を中心とした現在の営業体制を続け、2025年以降に施設の建て替えに着手し、2027年後半には1000室規模のホテルや映画館、飲食店、温浴施設が入る大型複合商業施設を開業する予定である。
幕張新都心周辺のホテルは幕張メッセやZOZOマリンスタジアムなどの来場者のほか、京葉線沿線のディズニーリゾートなどを訪れる幅広い客層への需要が高まっており、大型複合商業施設の開業は駅前の利便性を生かした更なる需要を想定している。

## 歴史

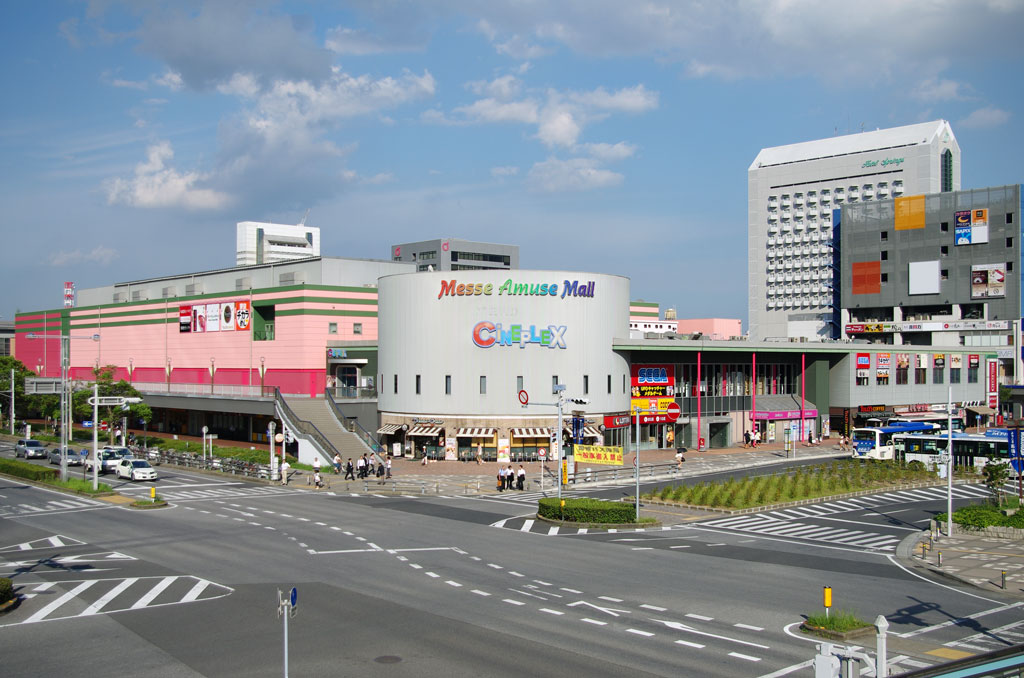
シネプレックス幕張時代の外観（2013年8月）

- 2002年（平成14年）6月17日 - メッセ・アミューズ・モールをオープン。
- 2018年（平成30年）12月19日 - 千葉県企業土地管理局は次期事業予定者の募集を開始した。
- 2019年（平成31年）3月27日 - ロイヤルリース（不動産業）が県有地を取得。
- 2021年（令和3年）12月3日 - モール内にある映画館の名称を「ユナイテッド・シネマ幕張」に変更[9]。

## 主なテナント
以下、主なテナント（2022年7月時点）。
- エンターテイメント施設
  - ユナイテッド・シネマ幕張
  - GiGO 幕張
  - ビッグエコー 海浜幕張店
- 飲食店
  - タリーズコーヒー 海浜幕張店
  - ロッテリア 幕張アミューズモール店
  - 東京チカラめし 海浜幕張店（閉店）
  - サーティワンアイスクリーム メッセアミューズモール店
  - ココスジャパン 海浜幕張駅前店
  - マリオンクレープ 幕張メッセアミューズモール店
  - イル・ヴィゴーレ メッセアミューズモール海浜幕張店
  - 焼肉屋くいどん メッセアミューズモール店
  - リンガーハット 千葉海浜幕張店
  - 天丼てんや 海浜幕張店
  - アウトバック・ステーキハウス 幕張店
- 商業施設
  - ファミリーマート 幕張アミューズモール店

その他、ヘルスケア施設、歯科クリニックなどが入居する。
幕張・メッセアミューズモール
施設紹介

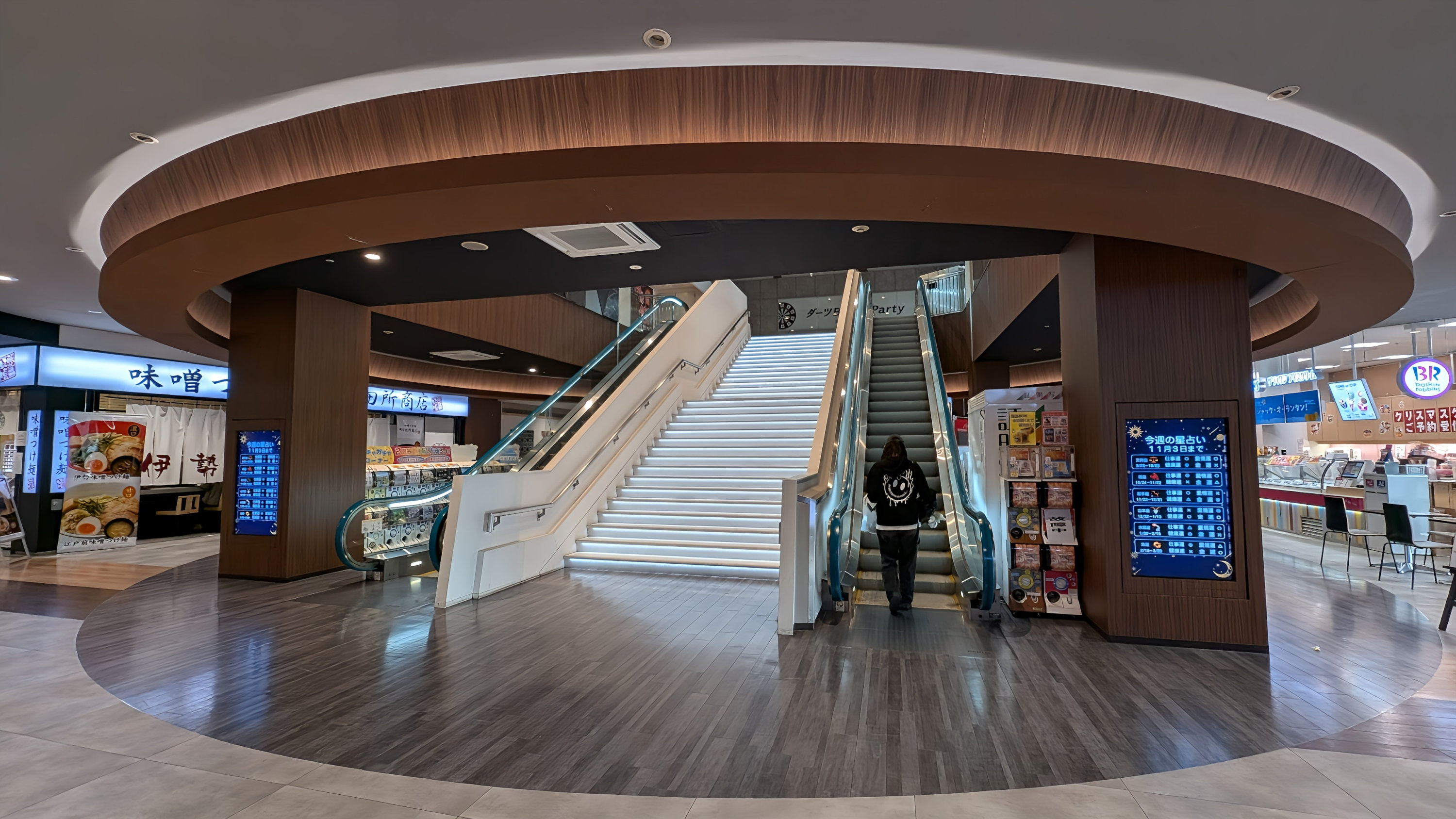
エントランス・2Fへの階段
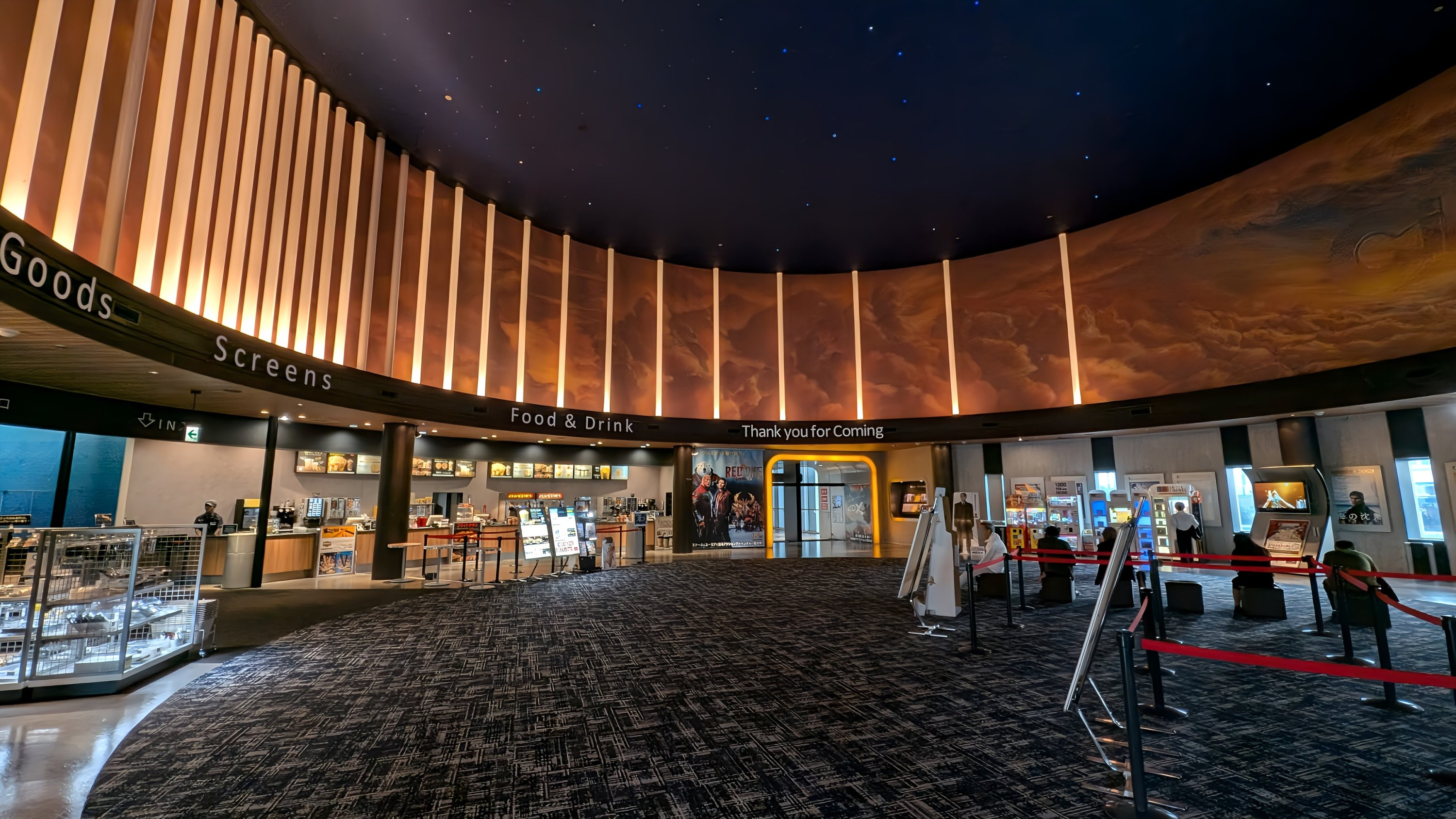
ユナイテッド・シネマ幕張
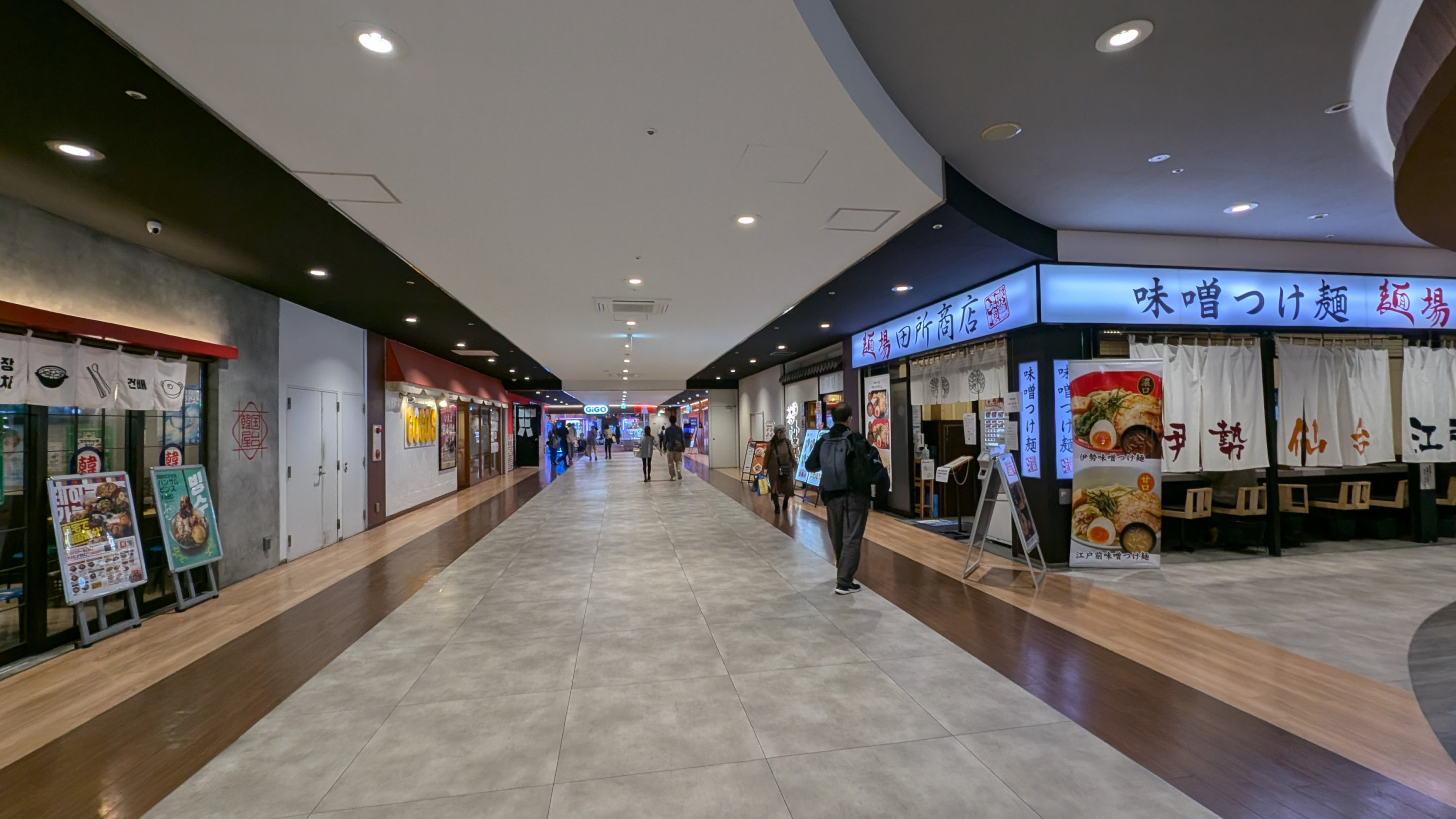
1F 飲食店
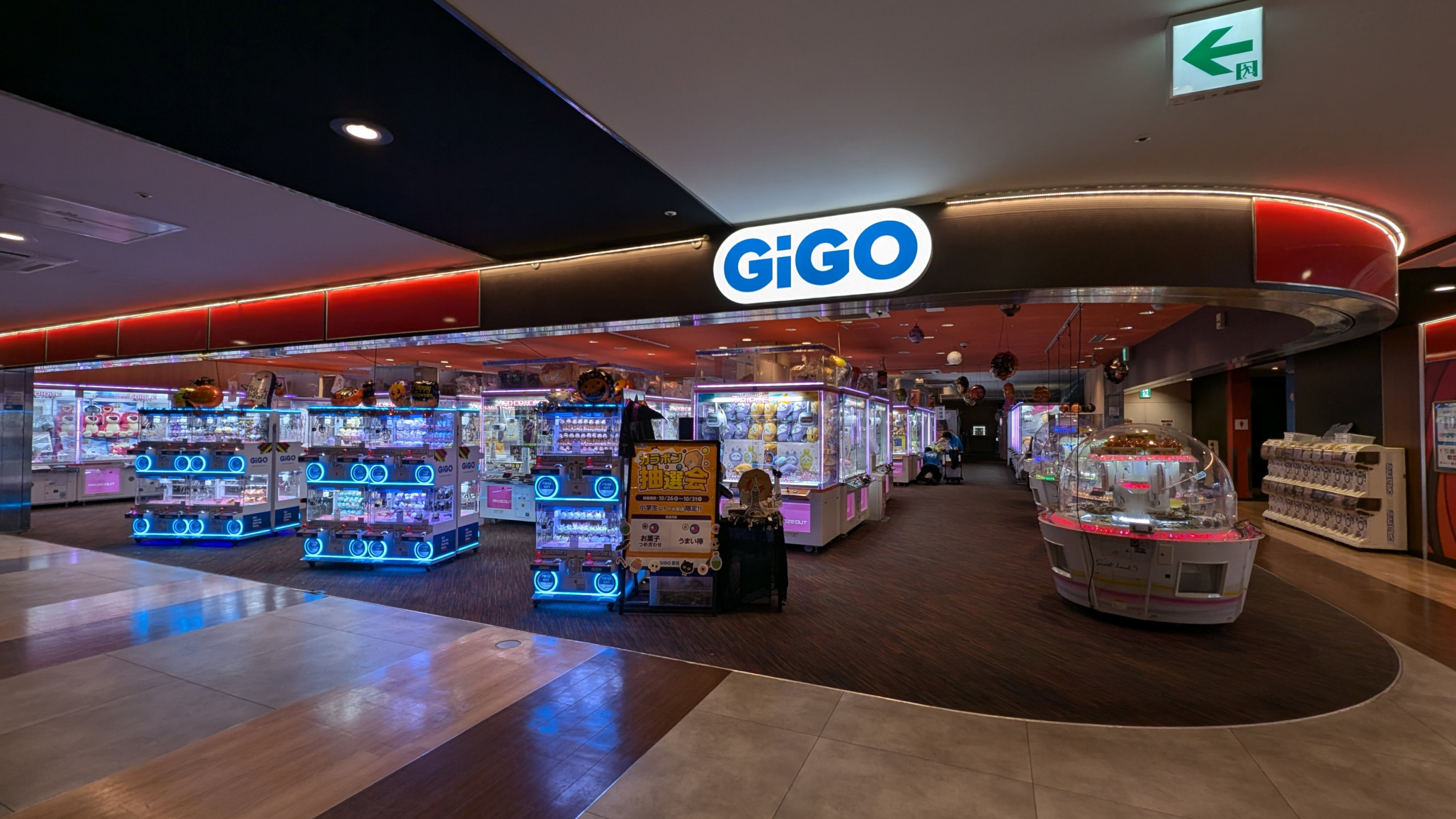
GiGO 幕張

## 周辺施設
海浜幕張駅（北口）周辺の商業施設
- ペリエ海浜幕張（駅ビル）
- aune幕張
- スーク海浜幕張
- イオン海浜幕張店
- ルームデコ幕張新都心店など

## アクセス

### 公共交通機関
- JR京葉線 海浜幕張駅 北口 徒歩約1分

### 自動車
- 最寄りのインターチェンジ
  - 東関東自動車道 湾岸千葉インターチェンジ
- メッセ・アミューズ・モール駐車場（有料）